# Dominik Schmidt
Dominik Schmidt (Berlín, 1 de juliol de 1987) és un futbolista alemany que actualment juga com a defensa pe l'Atlas Delmenhorst.